# Coppa della Regina 2011-2012 (pallavolo)
La Coppa della Regina 2011-12 fu la 37ª edizione della Coppa di Spagna di pallavolo femminile.
La vittoria finale è andata per la volta al Club Voleibol Haro.

## Regolamento e avvenimenti
Differentemente dagli anni precedenti, alla competizione hanno preso parte solo sei club, i primi sei classificati al termine del girone d'andata in campionato. Le squadre classificate dal terzo al sesto posto si sono affrontate ai quarti di finale; le squadre vincitrici hanno poi incontrato in semifinale la prima e la seconda classificata in campionato, qualificate di diritto in semifinale. I quarti di finale si sono disputati il 9 marzo, mentre semifinali e finale si sono giocate tra il 10 e l'11 marzo 2012, al Pabellón Municipal de Deportes di Salou.

## Partecipanti
- Ciutadella
- Diego Porcelos
- Haro
- JAV Olímpico
- Murcia
- Murillo

## Risultati

### Tabellone
|  | Quarti di finale | Quarti di finale | Quarti di finale |                |         | Semifinali | Semifinali | Semifinali |  |  | Finale | Finale | Finale |  |
|  |                  |                  |                  |                |         |            |            |            |  |  |        |        |        |  |
|  |                  |                  |                  |                |         |            |            |            |  |  |        |        |        |  |
|  |                  |                  |                  |                |         |            |            |            |  |  |        |        |        |  |
|  |                  |                  |                  |                |         |            |            |            |  |  |        |        |        |  |
|  |                  | Ciutadella       | Ciutadella       | 2              |         |            |            |            |  |  |        |        |        |  |
|  |                  |                  |                  | 2              |         |            |            |            |  |  |        |        |        |  |
|  |                  |                  | Haro             | Haro           | 3       |            |            |            |  |  |        |        |        |  |
|  | Haro             | Haro             | Haro             | Haro           | 3       | 3          |            |            |  |  |        |        |        |  |
|  | Haro             | Haro             |                  |                |         |            |            |            |  |  |        |        |        |  |
|  | JAV Olímpico     | JAV Olímpico     | 0                |                |         |            |            |            |  |  |        |        |        |  |
|  | JAV Olímpico     | JAV Olímpico     | 0                |                | Haro    | Haro       | 3          |            |  |  |        |        |        |  |
|  |                  |                  |                  |                |         |            |            |            |  |  |        |        |        |  |
|  |                  |                  | Murillo          | Murillo        | 1       |            |            |            |  |  |        |        |        |  |
|  | Diego Porcelos   | Diego Porcelos   | Murillo          | Murillo        | 1       | 3          |            |            |  |  |        |        |        |  |
|  | Diego Porcelos   | Diego Porcelos   |                  |                |         |            |            |            |  |  |        |        |        |  |
|  | Murcia           | Murcia           | 2                |                |         |            |            |            |  |  |        |        |        |  |
|  | Murcia           | Murcia           | 2                |                | Murillo | Murillo    | 3          |            |  |  |        |        |        |  |
|  |                  |                  |                  |                | Murillo | Murillo    | 3          |            |  |  |        |        |        |  |
|  |                  |                  | Diego Porcelos   | Diego Porcelos | 0       |            |            |            |  |  |        |        |        |  |
|  |                  |                  | Diego Porcelos   | Diego Porcelos | 0       |            |            |            |  |  |        |        |        |  |
|  |                  |                  |                  |                |         |            |            |            |  |  |        |        |        |  |
|  |                  |                  |                  |                |         |            |            |            |  |  |        |        |        |  |

### Calendario

#### Quarti di finale
| 9 marzo 2012 - ore 18:00 Pabellón Municipal de Deportes, Salou | Haro           | 3 - 0 | JAV Olímpico | 25-12, 25-11, 25-19              |
| 9 marzo 2012 - ore 20:30 Pabellón Municipal de Deportes, Salou | Diego Porcelos | 3 - 2 | Murcia       | 25-21, 20-25, 26-24, 21-25, 15-8 |

#### Semifinali
| 10 marzo 2012 - ore 18:00 Pabellón Municipal de Deportes, Salou | Ciutadella | 2 - 3 | Haro           | 25-20, 25-16, 20-25, 24-26, 13-15 |
| 10 marzo 2012 - ore 20:30 Pabellón Municipal de Deportes, Salou | Murillo    | 3 - 0 | Diego Porcelos | 25-17, 25-23, 25-23               |

#### Finale
| 11 marzo 2012 - ore 12:00 Pabellón Municipal de Deportes, Salou | Haro | 3 - 1 | Murillo | 25-12, 27-29, 25-22, 25-20 |

## Premi individuali
| Premio               | Giocatrice     | Squadra |
| -------------------- | -------------- | ------- |
| Most Valuable Player | Noelía Sánchez | Haro    |